# بيلي فوستر
بيلي فوستر (بالإنجليزية: Billy Foster) هو مهندس أمريكي، ولد في 18 سبتمبر 1937، وتوفي في 20 يناير 1967.